# Марьянов, Дмитрий Юрьевич
Дми́трий Ю́рьевич Марья́нов (1 декабря 1969, Москва — 15 октября 2017, Лобня, Московская область) — советский и российский актёр театра и кино, телеведущий.

## Биография
Дмитрий Марьянов родился 1 декабря 1969 года в Москве. Отец — Юрий Георгиевич Марьянов, специалист по гаражному оборудованию, был служащим Министерства транспорта СССР. Мать — Людмила Романовна Лидова (умерла в 2006 году), работала бухгалтером в издательстве «Молодая гвардия». Старший брат — Михаил (род. 1966), работает пиротехником.
С ранних лет Дима посещал театральную школу, занимался танцами, плаванием, самбо, футболом, спортивной гимнастикой и боксом.
В седьмом классе перешёл в театральную школу № 123 (средняя общеобразовательная школа с углубленным изучением предметов художественно-эстетического цикла средствами театрального искусства) при Московском молодёжном театре «На Красной Пресне» (ныне — Московский театр «Около дома Станиславского») в Хлыновском тупике. Начал заниматься брейк-дансом и акробатикой.
Дебютировал в кино ролью в молодёжном художественном фильме режиссёра Валерия Федосова «Была не была» («Одесская киностудия», 1986). Затем сыграл главную роль (Алик Радуга) в советском детском музыкальном художественном телефильме «Выше Радуги» (1986).
Военную службу в рядах Советской армии проходил в городе Вышнем Волочке Тверской области, в/ч 74326, в войсках Военно-воздушных сил СССР по специальности «оператор-дешифровщик „чёрных ящиков“».
В 1988 году снялся в одной из главных ролей (Паша) в молодёжной художественной драме режиссёра Эльдара Рязанова «Дорогая Елена Сергеевна», в 1991-м — в роли Вадима в художественной мелодраме режиссёра Валерия Тодоровского «Любовь». Эти роли закрепили за ним статус «звезды» нового поколения.
В 1992 году окончил актёрский факультет Высшего театрального училища имени Б. В. Щукина (художественный руководитель курса — Юрий Михайлович Авшаров). В годы обучения был актёром маленького эксцентричного театра под названием «Учёная обезьяна», существовавшего при училище. Сразу после получения высшего актёрского образования был принят в труппу Московского государственного театра «Ленком», в котором служил до 2003 года. Однако славы не снискал, получая лишь эпизоды. Зато стал активно сниматься в кино и сериалах.
Сотрудничал с московским театром «Ателье» («Независимый театральный проект»). С 2003 по 2017 год являлся актёром театра «Квартет И» (Москва).
В 2004 году сыграл главную роль (Макс Паладин) в телесериале «Боец».
В 2012 году снялся в главной роли (старший следователь по особо важным делам Николай Васильевич Савельев) в многосерийном (32 серии) детективном телевизионном художественном фильме «Личная жизнь следователя Савельева» режиссёра Сергея Крутина.

### Личная жизнь
- Первая фактическая жена — Ольга Аносова, манекенщица[5], модель. Расстались через два года после рождения сына[3].
  - Сын — Даниил Дмитриевич Марьянов[3][5].
- Вторая фактическая жена — Ирина Лобачёва (род. 18 февраля 1973), российская фигуристка (танцы на льду), заслуженный мастер спорта России, серебряный призёр зимних Олимпийских игр в Солт-Лейк-Сити (2002) в паре с Ильёй Авербухом. В 2007 и 2009 годах Дмитрий в паре с Ириной принимал участие в первом и третьем сезонах телешоу «Ледниковый период» на «Первом канале».
- Единственная официальная жена — Ксения Владимировна Бик (род. 1986, Харьков, Украинская ССР)[3], психолог[14]. По словам актёра, Ксения работала на Украине парикмахером. Дмитрий и Ксения поженились в 2015 году, до этого три года жили вместе[15]. У Ксении есть дочь от прошлого возлюбленного — Анфиса (род. 2008). Дмитрий Марьянов относился к её дочери как к своей[16][17][18].

### Болезнь
Летом 2016 года Дмитрий Марьянов стал жаловаться на боли в правой ноге. В Центре нейрохирургии имени академика Н. Н. Бурденко в Москве после УЗИ сосудов сообщили, что у него так называемый «плавающий тромб». Флебологи установили актёру специальный фильтр, и он был вынужден пить препараты, разжижающие кровь.
По признанию многих знакомых и друзей Марьянова, в последние годы жизни у него «были проблемы с алкоголем» и, вероятно, близкие отправили его в реабилитационный центр, «когда стало понятно, что самостоятельно остановиться он уже не может».

### Смерть
15 октября 2017 года Марьянову стало плохо в реабилитационном центре «Феникс», находящемся в удалённом лесном районе частной застройки Луговая, относящемся к подмосковному городу Лобня. Туда близкие положили его 5 октября 2017 года по совету имеющих проблемы с алкоголем друзей. Находившиеся с ним в машине лица по дороге из посёлка Луговая в лобненскую больницу остановились на посту ГИБДД и затем уже в сопровождении полиции доехали до больницы, передали пациента врачам, которые около 19:30 по московскому времени констатировали смерть. Городская служба скорой медицинской помощи, по некоторым данным, была перегружена. По свидетельствам, ещё утром актёр жаловался, что его беспокоят боли в ноге и спине, а через несколько часов Марьянов упал и потерял сознание. По сообщениям СМИ, причиной смерти стал оторвавшийся тромб. Проверку обстоятельств смерти актёра проводили Министерство здравоохранения Московской области и Росздравнадзор.
16 октября 2017 года Главное следственное управление Следственного комитета Российской Федерации по Московской области возбудило уголовное дело по факту гибели Марьянова. Дело квалифицировано по части 2 статьи 109 УК РФ («причинение смерти по неосторожности вследствие ненадлежащего исполнения своих профессиональных обязанностей»).

### Похороны
Прощание с Дмитрием Марьяновым прошло 18 октября в Центральном доме кино в Москве. Похоронили артиста на Химкинском кладбище Москвы (18-й участок).
Смерть Марьянова (в числе других трагических событий, произошедших в стране незадолго до неё в частных клиниках и домах престарелых) стала поводом к всероссийской проверке правоохранительными и надзорными органами негосударственных клиник, центров реабилитации наркоманов и домов престарелых.

## Творчество

### Работы в театре

#### Московский государственный театр «Ленком»
- «Бременские музыканты»
- «Юнона и Авось»
- «Поминальная молитва»
- «Безумный день, или Женитьба Фигаро»
- «Жестокие игры»
- «Варвар и еретик»
- «Королевские игры»
- «Две женщины»

#### Театр «Квартет И» (Москва)
- «День радио» — Дима, диджей
- «День выборов» — Дима, диджей

#### Творческое объединение «Дуэт»
- «Случайное счастье милиционера Пешкина» — Хлестаков

#### Театр «Ателье»(«Независимый театральный проект»)
- 2002 — «Ladies' night. Только для женщин»[40] по пьесе Энтони Маккартена, Стефана Синклера и Жака Коллара — Барри, стриптизёр
- 2002 — «Рикошет»[41] по пьесе Э. Тейлора «Убийство по ошибке» — Гарольд Кент
- 2003 — «Белоснежка и другие»[42] — Гном / Джин
- 2007 — «Игра в правду»[43] Филипп Лелюш — Марк

#### Театральный фестиваль «Нити»
- «Игра в жмурики», международный российско-французский театральный проект по одноимённой пьесе М. Волохова (постановка — А. Житинкин) — Аркадий

#### Продюсерский центр «Оазис»
- 2010 — «Наши друзья Человеки» по одноимённой пьесе Бернара Вербера — Рауль

### Фильмография
| Год  |     | Название | Роль |
| ---- | --- | --- | --- |
| 1986 | ф   | Была не была | одноклассник Серова |
| 1986 | ф   | Выше Радуги | Алик Радуга (озвучивает Дмитрий Харатьян, поёт Владимир Пресняков-мл.)                                                                                           |
| 1988 | ф   | Дорогая Елена Сергеевна | Паша, ученик выпускного 10 «б» класса (озвучивает Андрей Ташков)                                                                                                 |
| 1991 | ф   | Любовь | Вадим, студент |
| 1992 | ф   | Танцующие призраки | Валерка, приятель Игоря |
| 1993 | ф   | Лихая парочка | ' |
| 1993 | ф   | Русский регтайм | Митя |
| 1994 | ф   | Кофе с лимоном | молодой актёр |
| 1994 | ф   | Без обратного адреса | ' |
| 1995 | ф   | Какая чудная игра | Лёва, сын начальника погранзаставы |
| 1996 | с   | Дела смешные — дела семейные | ' |
| 1997 | с   | Графиня де Монсоро | де Сен-Люк, фаворит короля Франции |
| 1997 | ф   | Змеиный источник | Андрей, городской фотограф |
| 1999 | с   | Д. Д. Д. Досье детектива Дубровского (начиная с серии №9 "Цена головы")                                                             | снайпер, племянник Фёдора Китаева |
| 1999 | ф   | Затворник | Толя |
| 1999 | ф   | Президент и его внучка | сын президента |
| 2000 | ф   | Бременские музыканты & Co | Кот-младший |
| 2000 | с   | Маросейка, 12 (серия «Ген смерти»)                                                                                                  | Журавлёв |
| 2001 | с   | Ростов-папа | Лёня «Резаный» |
| 2001 | ф   | Львиная доля | «Лягушонок», бывший сотрудник спецподразделения ФСБ |
| 2002 | с   | Дневник убийцы | Сергей Геннадьевич / Пётр Геннадьевич, успешный бизнесмен |
| 2002 | ф   | Театральный роман | Фома Стриж, режиссёр |
| 2003 | ф   | Бульварный переплёт | Люсьен |
| 2003 | с   | Кавалеры Морской звезды | Сергей Харитонов, капитан |
| 2003 | ф   | Смеситель | Константин Гавриилович |
| 2004 | с   | Бальзаковский возраст, или Все мужики сво… (серии № 8 «Правила игры, или мужчина по сходной цене» и № 9 «Торжество справедливости») | Леонид, старый знакомый Юли, наркодилер |
| 2004 | с   | Боец | Макс Паладин («Немой») |
| 2004 | с   | Ландыш серебристый 2 (серия № 12 «Страна подходящего солнца»)                                                                       | Олег 12 серия |
| 2004 | ф   | Плакальщик, или Новогодний детектив                                                                                                 | Сергей Бабушкин |
| 2004 | с   | Русское лекарство | Сергей Константинович Хорев |
| 2004 | тсп | Юнона и Авось | первый сочинитель |
| 2005 | с   | Бальзаковский возраст, или Все мужики сво… 2 (серии № 8 «Тени прошлого»)                                                            | Леонид, старый знакомый Юли, наркодилер |
| 2005 | с   | Гибель империи (серия №5 "Прорыв")                                                                                                  | Бредель, капитан |
| 2005 | с   | Сатисфакция | Николай Юрьевич Анненский |
| 2005 | ф   | Свадьба Барби | Рябов |
| 2005 | с   | Студенты | Игорь Артемьев, преподаватель философии, друг Весновского |
| 2006 | с   | Билет в гарем | следователь |
| 2006 | с   | Главный калибр | Андрей |
| 2006 | с   | Карамболь | Вячеслав Колесников |
| 2006 | с   | Охота на гения | Михаил Коваленко, журналист |
| 2006 | ф   | Слушая тишину | Дмитрий Самойлов, бизнесмен |
| 2006 | с   | Утёсов. Песня длиною в жизнь | Исаак Осипович Дунаевский, советский композитор |
| 2007 | ф   | Идеальная жена | ангел |
| 2007 | с   | И падает снег... | Мишель, успешный бизнесмен |
| 2007 | ф   | Одна любовь на миллион | «Котик», музыкант, боевой товарищ Риты |
| 2007 | ф   | Путешествие во влюблённость | Борис Валентинович Солдатёнков, сосед Катерины |
| 2007 | ф   | Сорок | Александр Анатольевич Стычкин, капитан спецслужб в отставке |
| 2008 | ф   | День радио | Дима, диджей |
| 2008 | ф   | Мираж | Андрей («Ловец») |
| 2008 | ф   | Телохранительница | Иван Азаров, известный актёр |
| 2008 | ф   | Чизкейк | Глеб, режиссёр рекламы |
| 2009 | ф   | Золушка с острова Джерба | Игорь Заворотный |
| 2009 | с   | Одержимый | Николай Тимофеевич Троицкий, майор, оперуполномоченный ГУВД Санкт-Петербурга                                                                                     |
| 2010 | ф   | Взрослая дочь, или Тест на... | Алексей Степанович, отец Насти |
| 2010 | ф   | Гербарий Маши Колосовой | Сергей, следователь |
| 2010 | с   | Когда зацветёт багульник | Вениамин Алексеевич Полубояров, хозяин риелторского агентства |
| 2010 | ф   | Отцы | Вадим Котов, десантник |
| 2010 | ф   | Чёрный город | Олег Борин, следователь |
| 2011 | ф   | Небесный суд | «Красавец» |
| 2011 | ф   | Ночной гость | Андрей Сергеевич Сафонов |
| 2012 | с   | Как выйти замуж за миллионера | Леонид Сергеевич Раевский, отец Дениса, олигарх |
| 2012 | с   | Личная жизнь следователя Савельева (Кордон следователя Савельева)                                                                   | Николай Васильевич Савельев, старший следователь по особо важным делам, полковник юстиции; с 19-й серии — полковник юстиции в отставке, консультант              |
| 2012 | ф   | Праздник взаперти | Павел Капызнач, хирург, муж Ираиды |
| 2013 | ф   | Игра в правду | Марк Борисович Шахин, бизнесмен |
| 2013 | с   | Как выйти замуж за миллионера 2 | Леонид Сергеевич Раевский, отец Дениса, олигарх |
| 2013 | ф   | Дед 005 | Зураб Чантурия, атташе Грузии по культуре |
| 2013 | с   | Свиридовы | Михаил Сергеевич Свиридов, олигарх, дядя Ивана |
| 2013 | с   | Культ | Марк Любавин |
| 2014 | ф   | Небесный суд. Продолжение | «Красавец» |
| 2014 | с   | Захват | Алексей Олегович Почекаев, председатель совета директоров банка                                                                                                  |
| 2014 | с   | Умельцы | Виктор Альбертович («Брюнет»), бизнесмен |
| 2015 | ф   | Норвег | Сергей Витальевич Локтев, капитан полиции |
| 2015 | ф   | Муж по вызову | Георгий (Жора) |
| 2015 | с   | Принцесса с севера | Василий Кочубей, хозяин клуба, приятель Колышева |
| 2016 | с   | Вышибала | Николай Дмитриевич Регунов («Гуня»), глава компании «Топ Инвест», лидер тополевской ОПГ                                                                          |
| 2016 | ф   | Линия 2. 25 лет спустя. | Изя |
| 2017 | ф   | Взлом | Сергей Иванович Алёхин, отец Екатерины, полковник полиции; (роль озвучил Вадим Медведев);                                                                        |
| 2017 | с   | Дорога из жёлтого кирпича | Иван Петрович Соболь, бывший боец спецназа, отец Павла (роль озвучил Вадим Медведев; фильм вышел на экраны после смерти Дмитрия Марьянова и посвящён его памяти) |
| 2018 | с   | Операция «Мухаббат» | Михаил Сергеевич Горбачёв (в сокращённой версии роль удалена) |

### Телевидение
- В 1992 году снялся в музыкальном клипе группы «Наутилус Помпилиус» «Прогулки по воде»
- Вёл программу «Очевидец. Самое шокирующее» на телеканале «РЕН ТВ».
- Вёл программу «Катастрофы недели» на телеканале «ТВ-6».
- Вёл программу «6:0» на телеканале «ТВЦ».
- Вёл первые выпуски программы «ИноСтранная кухня» на телеканале «Домашний».
- В 2007 и 2009 годах принимал участие в первом и третьем сезонах телешоу «Первого канала» «Ледниковый период» в паре с фигуристкой Ириной Лобачёвой.

## Награды
- 1998 — лауреат премии благотворительного фонда имени Евгения Леонова — за роль в спектакле «Две женщины» на сцене Московского государственного театра «Ленком»[7].
- 2016 — обладатель награды за лучшую мужскую роль второго плана XVIII Всероссийского Шукшинского кинофестиваля в селе Сростки на горе Пикет (Алтайский край) — за роль Сергея Локтева в художественном фильме «Норвег» режиссёра Алёны Званцовой[7][47].

## Комментарии
1. ↑  Полное наименование организации — «Реабилитационный центр по содействию социализации людей с девиантным поведением „Феникс“». — Тотальная ревизия: почему МВД проверит частные клиники и дома престарелых. Архивная копия от 21 октября 2017 на Wayback Machine «Росбизнесконсалтинг» // rbc.ru (21 октября 2017 года)